# Mercato Orientale de Gênes
Le Mercato Orientale est un marché couvert de Gênes qui a ouvert ses portes en 1899. Situé dans la très centrale via XX Settembre, il est abrité dans l'ancien cloître, jamais terminé, du couvent annexé à l'église de la Consolazione, construit entre 1684 et 1706.

## Histoire
Son ouverture a été décidée avec la résolution municipale du 21 octobre 1893 qui chargea les ingénieurs municipaux Veroggio, Bisagno et Cordoni de donner un emplacement permanent au marché des produits agricoles qui arrivaient au Val Bisagno, qui jusque-là se tenait sur la Piazza De Ferrari. Le marché, qui doit son nom à la position qu'il occupe alors par rapport au centre-ville (à l'est), occupe l'espace du cloître du couvent des Augustins annexé à l'église de la Consolation. Du cloître d'origine, le marché comprend les colonnades sur les côtés faisant face à l'église et vers la via XX Settembre ainsi que le portail fermé sur la petite place donnant accès au marché depuis la via Galata, tandis que les deux autres côtés ont été complétés par la construction du marché,.
C'était le premier bâtiment construit à Gênes en béton armé avec le système Hennebique. Il occupe une superficie de 5 500 m2, comprend un sous-sol divisé en 42 entrepôts et un rez-de-chaussée formé par un portique à colonnades qui s'étend sur environ 360 mètres. Le marché a cinq entrées, dont deux via XX Settembre, y compris l'entrée principale avec cinq arches, deux via Galata et une via Colombo. Initialement en plein air, le marché a ensuite été couvert de lucarnes pour augmenter l'espace intérieur disponible. Les décorations intérieures sont en marbre blanc, tandis que le sol en pierre d'origine est maintenant partiellement recouvert de béton. L'aile du bâtiment faisant face à la via XX Settembre a abrité pendant des années les bureaux financiers, à partir de 1931 transférés au nouveau siège de la via Fiume,,.
Les travaux se terminèrent en juillet 1898 et le 2 juin 1899, le marché fut inauguré par le maire Francesco Pozzo avec une exposition florale.
En décembre 2017, un projet a été présenté pour la restauration conservatrice et la mise en valeur de la mezzanine du bâtiment, où un marché alimentaire a été créé avec un bar, des lieux de dégustation de produits typiques, une école de cuisine et un espace de rencontres et d'événements culturels. Le projet a remporté le premier prix dans la catégorie « Nouveaux modes de vie et de production » du concours dédié à la transformation urbaine et au marketing de la ville organisé par l'Institut national d'urbanisme et Urbit,. Après plusieurs reports, la nouvelle installation au sein du marché a ouvert ses portes le 7 mai 2019,.